# Estación Pedro Medina
Pedro Medina es una estación ubicada en la comuna de Chiguayante, perteneciente a la Línea 1 (L1) del Biotrén. 

## Historia
Se ubica en el ramal San Rosendo-Talcahuano. Fue parte de la segunda generación de estación del Biotrén inauguradas en 2001, que poseía un andén con refugios sin boletería ni confinamiento. Su ubicación queda en Avenida Libertador Bernardo O´Higgins con calle Pedro Medina. A cuatro cuadras de la estación se encuentra la Plaza Pedro Medina, junto con una de las avenidas principales de la comuna, uno de los ejes troncales del Gran Concepción, Avenida Manuel Rodríguez.

## Servicios

### Actuales
Desde la década de 1990 la estación presta servicios entre Talcahuano, Concepción y Laja. Es para el 1 de mayo de 2008 que inician los servicios del actual tren Talcahuano-Laja. El servicio presta ocho servicios diarios.